# Funció pública a Espanya
La Funció pública de l'estat espanyol la conformen tot el conjunt de recursos humans a disposició de les administracions públiques per tal de desenvolupar les seves potestats, segons el que determina la llei, la qual regula tant el sistema de provisió de places, el procediment per adquirir la condició de funcionari, la promoció interna, el règim disciplinari, els drets i deures dels treballadors del sector públic i les possibles sancions davant l'incompliment dels deures o de la normativa. Val dir, que la Constitució espanyola, en el seu article 149.1.18, s'atribueix com a competència exclusiva de l'estat tot allò que suposi la reglamentació bàsica del règim estatutari del funcionariat de qualsevol administració pública. Per aquest motiu, després de l'aprovació del text constitucional, i dels successius canvis de governs centrals, el govern socialista de Felipe González decideix aprovar una llei, teòricament provisional, que reguli el règim estatutari dels funcionaris, la llei 30/1984 de 2 d'agost de Llei de mesures per a la reforma de la funció pública, que es mantingué en vigor fins que l'any 2007, el també govern socialista de José Luís Rodríguez Zapatero, en virtut de l'article 149.1.18 i el 149.1.7 de la Constitució Espanyola dictà la llei 7/2007 de 13 d'abril, conegut com l'Estatut Bàsic de l'Empleat Públic (EBEP), que fou aprovada per tots els grups de la càmera a excepció del Grup popular. De la mateixa manera, tota la tasca que realitzen els membres del funcionariat es regeixen pels principis de l'ètica a l'administració pública.

## Evolució històrica
L'evolució de la funció pública, sens dubte, va lligada a un poder polític i a les seves formes de legitimació. En aquest sentit, no podem obviar que les transformacions que experimentà Europa després de la Revolució francesa, entre les quals destaca l'aparició de l'administració pública tal com avui la coneixem, són deutores d'una determinada civilització que, a diferència d'altres i per motius molt diversos, va saber i va poder separar el poder espiritual del poder terrenal. L'Administració moderna, gràcies a autors com Max Weber, neix de la delimitació que permet superar la confusió entre el que és públic i el que és privat en l'exercici de la funció pública. Des de la Revolució francesa, el poder públic deixa de ser una "propietat privada" i per mitjà de la llei la "propietat pública" serà inaccessible a la propietat privada. Hi trobem el que separa l'estat contemporani respecte de l'Antic Règim. En sentit estricte, es pot afirmar que la configuració del funcionari modern, el que ocupa en qualitat de titular una plaça en l'Administració, serà una creació napoleònica. Una creació francesa que s'estendrà a alguns països, entre els quals hi ha Espanya. Tanmateix, tant a França com a Espanya i durant bona part del segle xix, conviuen els empleats públics i funcionaris. L'employé és el descendent dels commissaires, o empleats assalariats de l'Antic Règim, funcionaris de nivells mitjans i baixos que compleixen les normes impersonals imposades des de dalt pels fonctionnaires de cos, descendents, al seu torn, dels propietaris dels càrrecs. Després de la Revolució són els funcionaris que ocupen els alts càrrecs un cop educats a les Grandes Écoles. En l'àmbit espanyol, el cas dels empleats públics queda reflectit en la figura dels cessants.
Amb tot, l'estat liberal també representa l'afirmació de l'estat. És al segle xix quan es fixen clarament les fronteres entre els estats, i és llavors quan l'avenç de la tècnica permet emprendre la realització de grans obres públiques. L'estat monopolitzarà llavors el coneixement i l'aplicació de la tècnica per mitjà dels cossos d'enginyers. Durant la regència de Maria Cristina, com en el model francès, aniran apareixent els cossos especials en la funció pública espanyola. Es tractarà fonamentalment dels cossos d'enginyers provinents de les seves respectives escoles. És simptomàtica la circumstància que, una vegada superats els estudis, s'adquiria ja la condició de funcionari del cos respectiu, fet que persistiria fins als anys seixanta del segle xx.
Gradualment la funcionarització del personal que treballa per a l'Administració s'anirà estenent de tal manera que a mitjan segle XX el personal vinculat a l'Administració mitjançant una relació estatutària de dret públic és la norma. Tanmateix, l'aparició de l'estat social i l'increment de la intervenció pública en amplis sectors que abans li eren aliens, comportarà la incorporació necessària de mitjans personals per dur a terme activitats no lligades a la sobirania de l'estat, sinó pròpiament al mercat. Només direm ara que, amb caràcter general, aquests treballadors es vincularan llavors amb l'Administració mitjançant un contracte, és a dir, per mitjà del dret laboral. Es tracta, doncs, del personal laboral al servei de l'Administració pública. Una situació que justifica la recuperació de l'expressió empleat públic com a categoria que ara inclou funcionaris i contractats laborals.

## Dades de treballadors públics a Espanya
Espanya té 3,1 milions de funcionaris públics; el 56% pertany a l'administració autonòmica, el 18%, a l'administració central, i un 26% a les administracions locals. Un 28% del total de funcionaris a Espanya són treballadors funcionarials purs, o sigui que realitzen tasques administratives o de gestió, mentre que la resta, un 72%, són personal que ofereix serveis professionals com metges, mestres, policies, militars, correus, etc. A escala autonòmica, Catalunya és la comunitat amb menys funcionaris, un 8,3%. A Extremadura tenen el 23,03% de funcionaris sobre la seva població ocupada, seguida de Castella i Lleó, Castella la Manxa i Andalusia amb un 16,06% 15,07% i 15,06% respectivament. El País Valencià té un 10,3%. A continuació segueixen Euskadi, la Rioja, Múrcia, Galícia i la Comunitat de Madrid. A Espanya, el percentatge de persones adultes que treballen per al sector públic és del 13% (els 3 milions de funcionaris sobre els 23 milions totals de població activa i sobre les persones que treballen el gener de 2010, els funcionaris representen un 16%), un dels més baixos de la UE-15 que té la mitjana al 16%.
A Catalunya, l'any 2010, es comptabilitzaven 318.555 treballadors del sector públic. D'aquests 164.808 treballaven en departaments de la Generalitat de Catalunya, 37.083 en consorcis, fundacions o empreses públiques de l'òrbita de l'administració autonòmica catalana, 92.977 són treballadors de l'administració local, mentre que 23.055 ho són de les universitats públiques catalanes i 632 d'ens parlamentaris i organismes independents.

## Legislació bàsica
La primera normativa en règim de funció pública a Espanya després del franquisme, fou la llei 30/1984 de 2 d'agost de mesures per a la reforma de la funció pública, que marcava les bases del règim estatutari aplicable a qualsevol administració i regulava els funcionaris de l'estat espanyol. A Catalunya l'Estatut d'Autonomia de Catalunya de 1979 permetia que la Generalitat de Catalunya assumís la potestat legislativa sobre els seus propis empleats, cosa que desembocaria en el decret legislatiu 1/1997, pel qual s'aprovava la refosa en un text únic dels preceptes de determinats textos legals vigents a Catalunya en matèria de funció pública, el qual havia de respectar les bases de la llei 30/1984 i regulava els empleats de la Generalitat de Catalunya. L'any 2007 neix l'EBEP, la llei 7/2007 de 13 d'abril, que preveia un desplegament reglamentari posterior i derogava tot allò que feia referència a les bases dictades a la llei 30/1984, mentre que mantenia tot el que feia referència a la regulació dels funcionaris de l'estat. En l'àmbit autonòmic, el decret legislatiu 1/1997 ha anat progressivament adaptant-se a l'EBEP a mesura que es va desplegant. Val a dir, però, que la crisi econòmica de finals de la primera dècada del segle xxi provocarà que alguns aspectes de l'EBEP quedin derogats pel Reial decret llei 8/2010 de 20 de maig, pel qual s'adopten mesures extraordinàries per a la reducció del dèficit públic. Pel que fa a la funció pública, la llei 8/2010 suposava una disminució de les retribucions i alguna modificació en la provisió de llocs de treball, la qual també tingué la seva homònima per als treballadors de la Generalitat de Catalunya amb el decret llei 3/2010 de 29 de maig, de mesures urgents de contenció de la despesa i en matèria fiscal per a la reducció del dèficit públic.
La Llei estatal de Col·legis Professionals de 1974 estableix que els treballadors públics i qui treballa per a una administració pública han d'estar col·legiats. Aquesta llei estatal va ser contradita temporalment per l'article 30.2 de la Llei andalusa de Mesures Fiscals, Pressupostàries i de Control de 2001 i l'article 4 de la Llei andalusa de Col·legis Professionals, que eximien del requisit de col·legiar-se car el 2013 el Tribunal Constitucional els va anul·lar.

## L'empleat Públic a l'estat espanyol

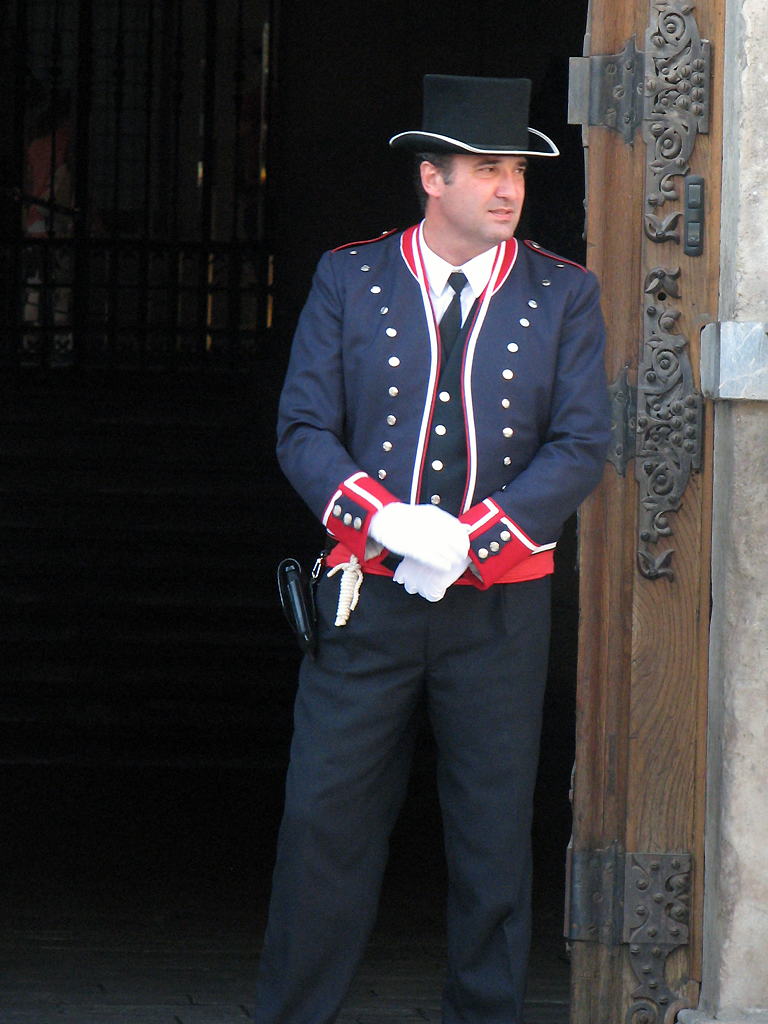
Els cossos i forces de Seguretat de l'estat, com a membres del funcionariat tenen com a llei que els regula l'EBEP.

L'EBEP dicta les bases que regulen la funció pública i, per tant, de qualsevol administració pública, i ho fa en els següents supòsits:
- Classes de personal
- Carrera professional
- Promoció interna
- Sistema Retributiu
- Permisos
- Vacances
- Adquisició i pèrdua de la relació de serveis
- Grups de Classificació
- Situacions administratives
- Règim disciplinari

### Classes de personal

#### Funcionariat
Segons l'EBEP, els funcionaris tenen una vinculació administrativa i estatutària amb l'administració pública. Depenen, en tots els casos, d'un nomenament per part de l'autoritat competent, que en el cas l'estat és el ministre, i en el de Generalitat de Catalunya és el conseller que siguin competents en funció pública. En l'àmbit català és el conseller de Governació i Administracions Públiques, però que en virtut del que diu la Llei 30/1992 de 26 de novembre de règim jurídic de les administracions públiques i del procediment administratiu comú i de la resolució GAP/1417/2007, de 25 d'abril, de delegació de competències, és la Direcció General de Funció Pública qui nomena els funcionaris. En l'àmbit estatal és el ministre d'administracions públiques. Popularment, els membres del funcionariat, també se'ls coneix com a funcionaris de carrera.
La llei defineix que els funcionaris han de realitzar serveis professionals retribuïts i de caràcter permanent, a diferència dels òrgans superiors de la Generalitat de Catalunya (President de la Generalitat de Catalunya, el Govern de Catalunya, Consellers) i alts càrrecs de la Generalitat de Catalunya (els directors generals i els secretaris generals) que no realitzen serveis professionals, ja que la seva tasca és política. El règim disciplinari del funcionari especifica que la retirada del servei com a conseqüència d'una falta molt greu pot comportar una sanció vitalícia que suposaria una inhabilitació per treballar en qualsevol administració pública. Aquesta és una de les modificacions que preveu l'EBEP respecte a la llei 30/1984.

#### Funcionariat Interí
Segons l'EBEP, els funcionaris interins tenen una vinculació administrativa i estatutària amb l'administració pública. Depenen, en tots els casos, d'un nomenament per part de l'autoritat competent, que en el cas de la Generalitat de Catalunya és el secretari general del departament on es prestin els serveis, i en el cas de l'estat, del secretari d'estat.
Els funcionaris han de realitzar serveis professionals retribuïts i de caràcter temporal per raons d'urgència o necessitat justificada, amb els següents propòsits:
- Cobrir places que no tenen titular.
- Cobrir places que tenen titular, però no les ocupa.
- Executar programes de tipus temporal.
- Per accés o acumulació de tasques (Un màxim de 6 mesos dins un període de 12 mesos).
- No tenen dret preferent davant la ciutadania per a obtenir la condició de funcionari.
- El procés de selecció, per al qual hauran d'obtenir la condició de funcionari, han de seguir els principis de mèrit, capacitat, igualtat i publicitat.
- S'equipara el seu règim al dels funcionaris per analogia.

El règim disciplinari del funcionari interí implica que la revocació del nomenament suposi la retirada del servei de per vida, sempre com a conseqüència d'una falta tipificada com a molt greu, que suposa la inhabilitació del funcionari per treballar en qualsevol administració pública espanyola.

#### Personal eventual
Segons l'EBEP, el personal eventual té una vinculació administrativa i estatutària amb l'administració pública. Depèn, en tots els casos, d'un nomenament per part de l'autoritat competent, que en el cas de la Generalitat de Catalunya és el president de la Generalitat de Catalunya o algun dels membres del Govern de Catalunya. La seva designació i el nomenament són lliures i sense convocatòria pública.
El personal eventual presta serveis professionals, retribuïts de forma temporal i no permanent. Les seves tasques són tasques de confiança o assessorament. El cessament es produeix per l'autoritat que el va nomenar (pèrdua de confiança), o per cessament automàtic quan qui cessa és l'autoritat que l'ha nomenat, llevat que es ratifiqui per la nova autoritat que arriba al càrrec. Popularment, i en el món polític, se'ls coneix com a càrrecs de confiança. En el cas de l'administració de la Generalitat de Catalunya, el cessament i el nomenament s'han de publicar al DOGC.

#### Personal laboral
Segons l'EBEP, el personal laboral manté una vinculació contractual i laboral amb l'administració pública. Aquest contracte, que sempre és per escrit, el subscriu l'òrgan competent, que en el cas de Catalunya és el Secretari General del departament on estigui adscrita la plaça. El tipus de contractes ve determinat, en aquest cas, pel que marca l'Estatut dels Treballadors. El personal laboral realitza una prestació de serveis professionals retribuïts de caràcter permanent com a norma general. Excepcionalment, poden ser de caràcter temporal, i justificats per la urgència de les necessitats del servei. El treballador laboral temporal no té privilegis envers un ciutadà per a ser contractat de forma permanent, tot i que se li té en compte els temps treballat com a mèrit. Els llocs de treball que poden ocupar venen determinats per l'article 30 del decret legislatiu 1/1997, i són els següents:
- Si es tracta de llocs de naturalesa no permanent o de caràcter periòdic i discontinu.
- Si es tracta de desenvolupar activitats pròpies d'oficis.
- Si es tracta de llocs de caràcter instrumental corresponents a les àrees de conservació i manteniment d'edificis, equips i instal·lacions, d'arts gràfiques, d'enquestes, de protecció civil, de comunicació social, d'expressió artística, de serveis socials o de protecció de menors, i no hi ha cap cos o escala amb les funcions adequades.
- Si es tracta de desenvolupar activitats que requereixin uns coneixements específics o tècnics especialitzats i no hi ha cap cos o escala amb la preparació pertinent per al desenvolupament adequat de les funcions pròpies del lloc.
- Si es tracta de llocs d'investigació.
- Si es tracta de llocs docents que, per raó de la seva especificitat, no puguin ser ocupats per funcionaris dels cossos i les escales docents.

L'accés laboral permanent requereix una convocatòria pública al DOGC, mentre que per a la temporal no és necessària la publicació.

### Adquisició de la condició de funcionari
Per adquirir la condició de funcionari a l'estat espanyol, són necessaris 4 passos imprescindibles i obligatoris:
- Superar el procés de selecció
- Nomenament per l'autoritat competent
- Jurament o promesa del càrrec
- Presa de possessió (Que és quan realment s'adquireix la condició de funcionari).

#### Procés de selecció
El procés de selecció de la funció pública consta de dos moments clau: la publicació de l'oferta d'ocupació pública i la publicació de la convocatòria.
- L'oferta d'ocupació pública necessita publicació oficial al DOGC,[14] on a través d'un acord de govern es publiciten les places vacants en consonància amb la llei de pressupostos de l'any en curs ja aprovada.
- La convocatòria és la que realment obre el procés de selecció. Necessita publicació oficial al DOGC,[15] i dona pas a la "sol·licitud" que esdevindrà 20 dies naturals a partir de l'endemà de la seva publicació al DOGC.

##### Requisits
Segons l'EBEP, els requisits següents s'han de complir el dia que s'esgota el termini per presentar la instància de sol·licitud, si es vol accedir a la funció pública espanyola:
- Nacionalitat
  - Poden accedir a qualsevol administració pública de l'estat espanyol tots els espanyols o ciutadans amb nacionalitat de la Unió Europea.
  - Poden accedir a qualsevol administració pública de l'estat espanyol els ciutadans de països de fora de la Unió europea amb els quals hi hagi un tractat entre la UE i el país extracomunitari, i que aquest hagi estat ratificat per l'estat espanyol i, per tant, se'ls aplica la lliure circulació de treballadors.
  - Poden accedir a qualsevol administració pública de l'estat espanyol, independentment de la nacionalitat, els cònjuges de ciutadans de tots els estats incloses en les dues opcions anteriors, sempre que no estiguin separats de dret.
  - Poden accedir a qualsevol administració pública de l'estat espanyol, independentment de la nacionalitat, els descendents de ciutadans, o dels seus cònjuges, de tots els estats inclosos en les dues primeres opcions, sempre que siguin menors de 21 anys, o en el cas que en siguin majors, puguin acreditar viure a càrrec dels pares.

- Edat
  - L'edat mínima per a ser funcionari, segons l'EBEP,[4] és de 16 anys.
  - L'edat màxima és la de la jubilació forçosa.

- Titulació requerida.

- Tenir la Capacitat física i psíquica per a desenvolupar les tasques

- Habilitació
  - No haver estat mai separat del servei per sanció administrativa.
  - No estar inhabilitat per a l'exercici de les funcions públiques per sentència judicial.

Finalment, hi ha el requisit de la llengua, amb el qual l'EBEP obliga a acreditar el domini del Castellà (del qual tan sols queden exempts els espanyols). En el cas d'administracions públiques on hi ha cooficialitat de llengües, aquest fet queda en mans de la normativa autonòmica. En el cas de Catalunya, el decret legislatiu 1/1997 especifica en el seu article 42 que en el procés de selecció s'ha d'acreditar el coneixement de la llengua catalana, tant en l'expressió oral com en l'escrita.

##### Convocatòria
La convocatòria és la que realment marca i regula el procés de selecció. Hi ha tres mecanismes pels quals es poden realitzar processos de selecció, que venen regulats per l'EBEP i el decret legislatiu 1/1997:
- Oposició: Es tracta de la realització de les proves que es determinin sense tenir en compte, en cap cas, els mèrits.
- Concurs: Es tenen en compte els mèrits i no el concurs. La mateixa legislació ja especifica que és un tipus de selecció de caràcter excepcional i només per als grups A1 i A2, i sempre que s'especifiqui en la Relació de llocs de treball.
- Concurs-oposició: Es tracta de la realització d'unes proves sumades als mèrits. En aquest cas, hi ha una diferència entre l'EBEP[4] i la normativa catalana, ja que l'EBEP permet que els mèrits puguin arribar a valdre fins a un 50% de la puntuació total del concurs-oposició; la normativa catalana, preveu, com a màxim un 33%. El tipus de procés de selecció escollit ve reflectit a la convocatòria. Segons les instruccions de la Generalitat, és preferible l'ús del sistema de concurs-oposició, mentre que l'EBEP[4] no n'especifica cap, però, per contra, sí que especifica que aquest sistema sols es podrà usar en virtut de llei.

De la mateixa manera, la convocatòria pot especificar la necessitat que hi hagi un període de proves, que no té caràcter selectiu, sinó que ha de servir perquè el nou funcionari s'habituï a la feina. També pot especificar, sempre que no parlem d'un procés de selecció per concurs, la necessitat de superar un curs de formació selectiu el qual, si no se supera, no permet l'adquisició de la condició de funcionari, tan sols per als grups A1 i A2.

### Incompatibilitats
Qui accedeix a un nou lloc de treball del sector públic que és incompatible, en funció del que dicta la llei 21/1987 26 de novembre, d'incompatibilitats del personal al servei de l'Administració de la Generalitat, amb els que ocupa en aquell moment ha d'optar per un d'ells abans de la presa de possessió. Si no l'exerceix en el termini assenyalat, s'entén que opta pel nou lloc i resta en l'altre en la situació administrativa corresponent. Si el nou lloc pot ésser declarat compatible, al cap de deu dies a comptar des del començament del termini de presa de possessió, l'interessat n'ha de sol·licitar l'autorització. Aquest termini s'entén prorrogat fins que es resolgui la sol·licitud de compatibilitat.

### Pèrdua de la condició de funcionari
Segons l'EBEP, tot i que falten encara alguns desenvolupaments formals en aquesta matèria, hi ha 5 possibilitats en les quals es pot perdre la condició d'empleat de la funció pública.
- Renúncia: Ha de ser per escrit i acceptada via un acte administratiu exprés per l'administració pública. A més a més, aquesta mai no pot acceptar-la durant la tramitació d'un procediment disciplinari, sigui per la via administrativa o la judicial. La seva acceptació, no inhabilita per a un nou accés, tot i que la persona que ha renunciat ha de tornar a començar tot el procés.

- Pèrdua de nacionalitat: Només aplicable a aquelles persones que pels motius que sigui perden la nacionalitat per la qual van ingressar. Si es torna a obtenir, la persona és rehabilitada en el seu càrrec. No és aplicable als espanyols d'origen, ja que d'acord amb el que diu l'article 11 de la Constitució Espanyola,[2] cap espanyol pot ser privat de la seva nacionalitat.

- Jubilació forçosa: L'EBEP[4] permet allargar la vida laboral fins als 70 anys, el nombre d'anys que vulgui el membre de la funció pública. De tota manera, l'administració ha d'acceptar-ho en un acte exprés.

- Separació del servei: Quan per resolució sancionadora administrativa ferma es perd la condició de funcionari, aquesta pèrdua és de caràcter vitalici i l'interessat ja no pot tornar a ingressar a la funció pública, en cap de les seves modalitats territorials. És l'única sanció dins del dret espanyol que té caràcter vitalici.

- Inhabilitació: Quan la persona és inhabilitada per a exercir funcions dins la funció pública per sentència judicial ferma. La rehabilitació és possible, però de caràcter excepcional, i sempre a petició de l'interessat, qui ha d'obrir un procediment administratiu amb una sol·licitud a l'administració demanant-ho. En cas de produir-se silenci administratiu, aquest sempre és negatiu.

## Grups de Classificació
Anteriorment, amb la llei 30/1984, els grups es diferenciaven segons la titulació que era necessària per formar-ne part. Amb l'EBEP desapareix l'obligatorietat de tenir un títol per accedir a la funció pública, i a més a més, el sistema de grups s'ha hagut d'adaptar a les noves titulacions que ofereix el nou Espai Europeu d'Ensenyament Superior. A la taula següent queda resumida la transformació de grups en funció de la legislació.
| Grup 30/1984 | Grup EBEP                 | Titulació EBEP                  | Observacions                                               |
| ------------ | ------------------------- | ------------------------------- | ---------------------------------------------------------- |
| A            | A1                        | Títol universitari de grau      | La diferenciació entre A1 i A2 és en funció de les tasques |
| B            | A2                        | Títol universitari de grau      | La diferenciació entre A1 i A2 és en funció de les tasques |
|              | B                         | Tècnic superior                 |                                                            |
| C            | C1                        | Batxiller o tècnic              |                                                            |
| D            | C2                        | Educació Secundària Obligatòria |                                                            |
| E            | Agrupacions Professionals | No necessiten titulació         |                                                            |

## Cossos i escales
És l'agrupació del funcionariat pel caràcter homogeni de les seves funcions. En concret, es tracta de l'especialització de les funcions, i es pot subdividir en escales. El cos no ve marcat per la titulació, sinó que sols els grups venen marcats per aquest requisit. Els cossos i les escales, no venen tipificats per l'EBEP, per la qual cosa la creació, modificació i supressió es remet a un altre tipus de normativa. En l'àmbit català, com marca l'article 16 del decret legislatiu 1/1997, el Parlament de Catalunya té una reserva de llei per a qualsevol creació, modificació o supressió d'un cos o d'una escala. Per contra, els grups, en estar legislats per l'EBEP, són normativa bàsica de l'estat, i, per tant, han de ser acatats obligatòriament per les comunitats autònomes.

## Carrera administrativa
Malgrat que l'EBEP sí que descriu com ha de ser la carrera administrativa, aquesta no es troba en vigor. Per tant, ens remetem al que diu la llei 30/1984 i al capítol 4t del decret legislatiu 1/1997 en l'àmbit català.
- Promoció interna vertical: Accés d'un cos o escala d'un subgrup o un grup a un altre cos o escala del subgrup o grup immediatament superior. Per exemple, ascendir de l'A2 a l'A1.

- - Requisits: Superar el procés de selecció que es determini, tenint una antiguitat mínima de dos anys en el cos des d'on optes, així com tenir la titulació exigida, a excepció del pas entre els cossos C2 a C1, que es pot fer per una antiguitat de 10 anys, o una de 5 anys més un curs.

- Promoció interna horitzontal: Accés des d'una escala d'un grup o subgrup, a un cos o una escala d'un mateix grup o subgrup. En l'actualitat no s'aplica perquè manca el reglament pertinent, i l'administració pública considera que no la pot aplicar.

## Òrgans superiors en matèria de personal

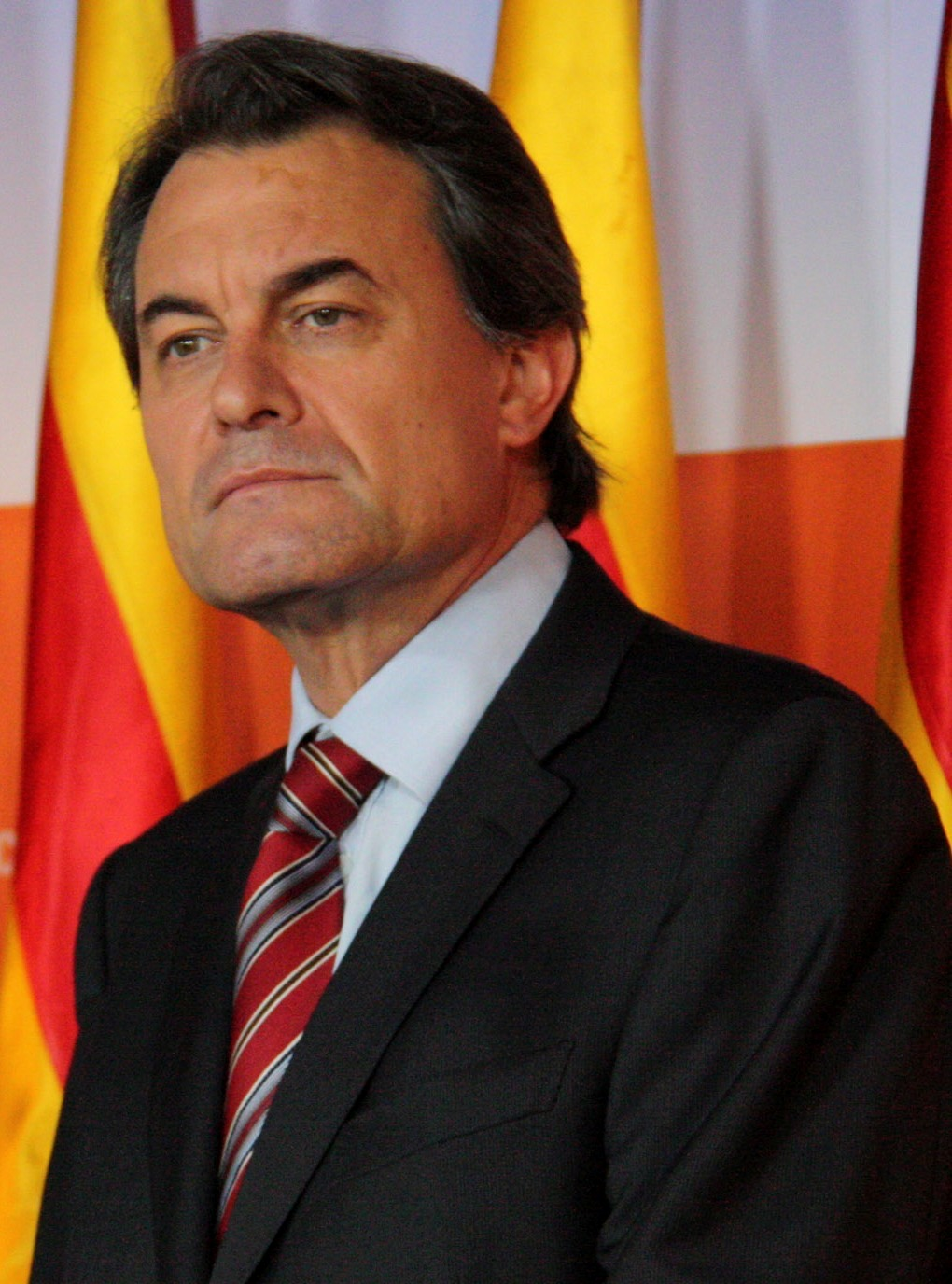
El govern i el conseller de funció pública són alguns dels òrgans superiors competents en matèria de funció pública.

La normativa estatal no dictamina quins òrgans de cada administració són els encarregats en matèria de personal. D'aquesta manera es deixa en mans de la legislació autonòmica aquest tipus d'organització.

### Catalunya
El decret legislatiu 1/1997 especifica que en l'àmbit català els òrgans superiors en matèria de personal són, per aquest ordre:
- El Govern.
- El conseller competent en matèria de funció pública.
- La Comissió Tècnica de la Funció Pública.
- El Consell Català de la Funció Pública.
- La Inspecció General dels Serveis de Personal.

Cal destacar, però, que els directors generals i els secretaris generals, tan sols esgoten la via administrativa en les seves resolucions quan dicten en matèria de personal.

## Promoció professional
En aquest cas l'EBEP tan sols preveu la vertical.

### Nivells
En el cas del grau personal que té cada membre del funcionariat, la normativa ve marcada per la llei 30/1984 que estipula que els llocs reservats es classifiquen en 30 nivells que es distribueixen en funció d'uns mínims i màxims en funció del grup o subgrup.
| Grup | Nivell mínim | Nivell mínim actual | Nivell màxim |
| ---- | ------------ | ------------------- | ------------ |
| A1   | 11           | 20                  | 30           |
| A2   | 9            | 16                  | 26           |
| C1   | 8            | 12                  | 22           |
| C2   | 6            | 10                  | 18           |
| AP   | 1            | 8                   | 14           |

Els nivells s'adquireixen per tres vies:
- 2 anys de manera contínua en un lloc de treball del mateix nivell.
- 3 anys de manera discontínua en un lloc o llocs del mateix nivell.
- Per la superació de cursos específics.

### Sistemes de provisió

#### Concurs de mèrits i capacitats
El sistema de provisió és un dret del funcionariat, que a través de l'oferta que es publica al DOGC i que es recull en la Relació de Llocs de Treball (RLT), es concursa per assolir un lloc de treball. La puntuació sol ser a partir de l'antiguitat, el grau personal i les titulacions. També se'l coneix com a concurs de trasllats, tot i que la normativa legal no utilitza aquest nom.
Aquest tipus de provisió és el sistema general. De concursos n'hi ha de dos tipus i el sistema de provisió ve marcat per la Relació de llocs de treball:
- General: Amb una convocatòria global, on s'engloben grups de lloc de treball similars i amb una descripció genèrica de les finalitats i funcions d'aquests.

- Específic: Amb una convocatòria individual, única i amb una descripció pròpia i individualitzada de cada lloc de treball. Com a norma general, i si la Relació de llocs de treball no diu el contrari, els llocs de treball que s'alimenten per aquest sistema són els de cap de servei, secció i negociat, així com aquells singulars que requereixin tècniques o responsabilitats especials o els que tinguin condicions d'ocupació pròpia.

##### Convocatòria Pública
El conseller o ministre qui posseeixi les funcions de funció pública té la potestat de convocar els concursos de mèrits i capacitats generals, mentre que el secretari del departament (o equivalent en funció de l'administració) on s'ubica la plaça té la potestat de convocar els concursos de mèrits i capacitats específics amb el contingut mínim següent:
- Publicació al DOGC.
- Denominació de la plaça.
- Nivell.
- Localització del lloc de treball.
- Requisits indispensables pel desenvolupament del lloc de treball.
- Mèrits que es valoren.
- Barems de puntuació.
- Puntuació mínima per adjudicar el lloc de treball.

##### Mèrits per valorar
- Grau consolidat.
- Treball desenvolupat en relació amb les funcions que es desenvoluparan.
- Cursos de formació i perfeccionament en relació amb les funcions que es desenvoluparan.
- Temps de servei prestat.
- Titulacions acadèmiques relacionades i/o rellevants.
- Nivell de coneixement en llengua catalana.

La valoració en el cas dels concursos generals dependrà de les comissions d'avaluació i en el cas dels específics de les juntes de mèrits i capacitats.

##### Terminis
El termini per a fer la sol·licitud és de 15 dies hàbils a partir de l'endemà de la publicació en el DOGC.

##### Requisits per a concursar
Cal un temps mínim de dos anys de serveis prestats com a funcionari de carrera per a poder concursar. A pesar d'això hi ha una sèrie d'excepcions que permeten concursar sense haver d'esperar aquest temps:
- Membres del funcionariat amb el lloc de treball suprimit.
- Membres del funcionariat remoguts o cessats del lloc de treball sense una nova destinació.
- Si la convocatòria estableix que no és necessari aquest període.
- Si ocupa una plaça al mateix departament.
- Places via lliure designació.

També, existeix una obligatorietat per a concursar en els casos d'adscripció personal o algunes situacions administratives.

##### Prohibicions per a concursar
La normativa legal estableix una sèrie de prohibicions als membres del funcionariat que no els permet participar en els concursos de mèrits i capacitats:
- Com a norma general, amb excepcions, no tenir els 2 anys de serveis prestats.
- Membres del funcionariat suspesos de funcions via sanció administrativa.
- Trasllat de lloc de treball (sanció disciplinària).
- Destitució com a càrrec de comandament (sanció disciplinària).
- Situació diferent de la del servei actiu.

##### Resolució
- L'òrgan resolutori[18] en els concursos generals és el titular del departament en matèria de Funció Pública. El termini per resoldre és d'un mes des que finalitza el termini d'instàncies, tot i que és prorrogable per un mes més.

#### Lliure designació
La lliure designació, és la designació directa per part de l'administració pública, d'una persona per desenvolupar un càrrec o tasca destacada. Requereix també publicitat al DOGC on es gaudeix de 15 dies hàbils per a presentar-se i no hi ha valoració de mèrits i capacitats.
La lliure designació està destinada a unes places concretes, en aquest cas les de subdirector general i delegat territorial, així com secretaris d'alts càrrecs, llocs directius o d'especial responsabilitat o que per la naturalesa de les funcions o estableixi la relació de llocs de treballs.
El contingut mínim de la convocatòria ha de ser:
- Denominació, nivell i localització del lloc de treball (No existeix un temps mínim per a presentar-s'hi).
- Requisits indispensables.

L'òrgan convocant o resolutori és el titular del departament on hi ha la plaça.

### Altres sistemes de provisió o modificació del lloc de treball
Cal dir que els sistemes de provisió no venen especialment caracteritzats per l'EBEP, i queda en mans de la legislació autonòmica. En aquest sentit, a l'administració de la Generalitat de Catalunya, trobem:

#### Remoció
En funció del que dicta el Decret legislatiu 1/1997, els funcionaris nomenats poden ser remoguts dels seus llocs de treball en els casos de:
- Si és una lliure designació, amb caràcter discrecional del mateix òrgan que l'ha nomenat.
- En el cas d'un nomenament via un concurs de mèrits i capacitats.
  - Per sanció disciplinària.
  - Per supressió del lloc de treball.
  - Perquè s'alteri el contingut del lloc de treball i es modifiquin els supósits essencials que serveixen de base a la convocatòria.
  - Rendiment insuficient sempre que no comporti inhibició.
  - Manca de capacitat que impedeix complir les funcions de forma eficaç.

Cal tenir en compte que l'alteració d'un lloc de treball, la declaració de rendiment insuficient o la manca de capacitat són formulades via expedient administratiu.

#### Comissió de Servei
La comissió de serveis es realitza per raons d'urgència degudament motivades i per necessitats del servei de cobrir una vacant. La plaça es cobreix de forma voluntària per un membre del funcionariat que compleix els mateixos requisits i condicions que marca la Relació de llocs de treball sempre que sigui per:
- Falta d'un titular.
- El titular no l'ocupa, però la té en reserva.

La comissió de serveis sempre reuneix les característiques següents:
- És de caràcter temporal
- Té un termini màxim de 2 anys, improrrogables. Si és possible, cal realitzar un nou nomenament.
- Es pot deixar sense efectes per raó de servei.
- Pot quedar sense efectes si el membre del funcionariat que té la plaça la vol recuperar.
- S'ocupa pel sistema de provisió ordinari, sense necessitat de concursar.

Un cop acabada la comissió de serveis el funcionari retorna al seu lloc de treball, o al lloc que hagi pogut reservar via un concurs de mèrits i capacitats.

##### Comissió de serveis forçosa
Aquest sistema es pot plantejar quan no hi ha cap candidat que reuneix les condicions o, senzillament, no hi ha cap candidat. En aquest cas, el membre del funcionariat és obligat a ocupar el lloc de forma forçada, tot i que amb els requisits següents:
- Que presti servei al mateix departament o ens dependent.
- Que sigui la persona amb menys càrregues familiars.
- Amb menor antiguitat.
- Que estigui destinat a la localitat més propera o amb més facilitat de comunicació.

#### Encàrrec de funcions
Per una situació d'urgència motivada, s'ha de cobrir un lloc de treball de comandament vacant que tingui el concurs específic com a sistema de provisió. Els motius que la plaça estigui vacant són:
- El titular no hi és.
- No hi ha titular.

En el cas que no hi hagi titutlar s'obliga que en un periòde màxim de 6 mesos es convoqui pel sistema de concurs ordinari la plaça vacant. Aquesta normativa preveu tres possibles situacions:
- Que després dels 6 mesos, no s'hagi procedit a la convocatòria, per la qual cosa l'encàrrec queda sense efectes.
- Si la convocatòria es resol, l'encàrrec queda sense efectes.[22]
- Es fa la convocatòria, però sense que es resolgui, s'allarga l'encàrrec.

##### Encàrrec de funcions per acumulació de tasques
Quan l'encàrrec de funcions es realitza per acumulació de tasques, es donen els condicionants següents:
- Les tasques passen a un altre membre del funcionariat dins del seu lloc de treball.
- El membre del funcionariat cobra pel seu lloc de treball més el 50% del sou base i el 50% del complement de destinació del lloc acumulat.
- En cap cas es parla de reserva de lloc de treball
- Es dona per optimitzar els recursos humans de què disposa l'administració.
- La llei marca que han de ser tasques de la mateixa naturalesa i del mateix complement de destinació i específic.
- Les tasques han de tenir el mateix sistema de provisió.
- No ha de comportar, com a norma general, un canvi de localitat excepte per causes justificades.

#### Trasllat interdepartamental
És conseqüència d'una sanció disciplinària que comporta el cessament del lloc de treball. Fins que el trasllat es fa efectiu, el membre del funcionariat queda a expenses del secretari del seu departament que pot efectuar dos tipus d'accions:
- Adscripció provisional a una plaça vacant.
- Ocupació de tasques adients al seu cos i escala.

Quan el trasllat és efectiu, el membre del funcionariat queda a expenses del secretari del departament destí que pot efectuar dos tipus d'accions:
- Adscripció provisional a una plaça vacant.
- Ocupació de tasques adients al seu cos i escala.

Una vegada acabada la sanció, l'empleat és obligat a concursar.

#### Reasignació d'efectius
Es produeix quan l'administració es veu amb l'obligatorietat de suprimir llocs de treball, de manera que ha de buscar un nou lloc de treball als funcionaris que a més a més resulti com a forma d'adscripció definitiva. El nou lloc ha de ser de característiques i funcions similars al lloc suprimit i del mateix nivell retributiu.
El procedit és el següent:
- Durant els primers sis mesos el secretari general del departament li busca un nou lloc dins del mateix departament o a un ens depenent. El funcionari es troba en situació de servei actiu.
- Si en aquest perióde no es troba cap lloc, la Direcció general de funció pública té 3 mesos per trobar un lloc al funcionari, que continua en situació de servei actiu, dins de l'administració amb la següent condició:
  - Si és dins de la mateixa localitat que l'anterior la reasignació és obligatòria.
  - Si és fora de la localitat, la reasignació és potestativa.
- Si en aquest perióde de 3 mesos no es troba cap lloc, la Direcció general de funció pública té 1 any per trobar un lloc de característiques similars al funcionari que passa a un estat de servei d'expectativa de reasignació, però amb la condició següent:
  - Si és a la mateixa província, la reasignació és obligatòria.
  - Si és fora de la mateixa província, la reasignació és potestativa.
- Si passat aquest període d'un any, el funcionari continués sense lloc de treball, el funcionari passaria a un estat de servei d'excedència forçosa.

#### Mobilitat per trasllat del lloc de treball
Es produeix quan un lloc de treball determinat canvia de departament dins de l'administració. Suposen una lògica modificació de la RLT o Relació de Llocs de Treball.

#### Adscripció provisional
Es produeix quan un funcionari ocupa un lloc de treball, però no n'és el titular. Se sol usar per a remocions o cessaments, té un termini màxim d'un any i ha d'haver-hi una convocatòria pública per sistema ordinari amb obligació de presentar-s'hi per part del funcionari.

#### Permuta
És un intercanvi de llocs de treball entre 2 funcionaris amb les condicions següents:
- Han d'estar en actiu
- L'ocupen amb adscripció definitiva amb una antiguitat de dos anys.
- Són dos llocs de la mateixa categoria, complement, destinació i específic.
- Han de tenir el mateix sistema de provisió.
- Els han de faltar més de 3 anys per jubilar-se.
- Informe favorable dels titulars dels centres directius.

Un cop s'ha fet la permuta, la persona que l'ocupa ha d'ocupar-la un mínim de dos anys.

## Drets del funcionari públic

### Horari
L'horari dels treballadors de la funció pública no s'especifica a l'EBEP, per la qual cosa cada administració autonòmica pot regular-lo. En aquest sentit, l'ordenament jurídic de la funció pública en l'àmbit autonòmic català especifica les opcions següents:
| Dies de l'any                     | Jornada Ordinària      | Dedicació especial    |
| --------------------------------- | ---------------------- | --------------------- |
| De l'1 d'octubre al 31 de maig    | 37,5 hores/setmanals   | 40 hores/setmanals    |
| Del 15 de desembre al 10 de gener | Els dies laborables 7h | Els dies feiners 7'5h |
| De l'1 de juny al 30 de setembre  | 35 hores/setmanals     | 37,5 hores/setmanals  |

La funció pública catalana també contempla l'opció de realitzar horari partit, que significa un horari fix de 9h a 14h i dues hores i mitja diàries a realitzar entre les 15h i les 19h. De l'1 de juny al 30 de setembre l'horari és de 8h a 15h.
En el cas de fills menors de 2 anys es permet l'entrada fins 30 minuts més tard, seguint la següent taula:
| Horari Partit                              | Horari Continuat                           | Estiu                                      |
| ------------------------------------------ | ------------------------------------------ | ------------------------------------------ |
| 9h 30 (1/2 a recuperar entre les 15 i 19h) | 8h 30 fins a 15h 30 m (recuperació diària) | 8h 30 fins a 15h 30 m (recuperació diària) |

S'ha de tenir en compte que està regulada una pausa de 20 minuts dins la permanència obligatòria. Preferentment entre les 10h i 12h del matí, i que computa com a servei.
Es consideren dies especials i, per tant, festius el 24 de desembre i el 31 de desembre, la tarda de la diada de Sant Jordi i les tardes anteriors a la diada de reis i de les dues festes locals.

### Vacances
Cal dir que la llei 7/2007, l'EBEP, diu que sempre s'haurà de gaudir com a mínim de 22 dies hàbils, excloent-ne dissabtes, quan aquest no és fraccionat. En l'àmbit autonòmic català, es disposa 23 dies feiners per any treballat, sempre en funció de les necessitats del servei, tot i que preferentment s'han de realitzar entre l'1 de juliol i el 30 de setembre. D'aquests 7 dies, s'han de gaudir o totes senceres, de forma que les vacances comencen un dia determinat i acaben el mateix dia del mes següent, o de forma fraccionada comptant fraccions mínimes de 7 dies. A més existeix l'incentiu per temps treballat en la funció pública, seguint el barem de la següent tauala.
| Temps treballat | Dies addicionals   |
| --------------- | ------------------ |
| 15-19 anys      | 1 dia addicional   |
| 20-24 anys      | 2 dies addicionals |
| 25-29 anys      | 3 dies addicionals |
| 30-34 anys      | 4 dies addicionals |
| més de 35 anys  | 5 dies addicionals |

### Llicències
En el cas de llicències, l'EBEP torna a deixar la legislació a la normativa autonòmica, per la qual cosa ens basem en el decret legislatiu 1/1997:
| Llicència                                                          | Durada                              | Retribucions                                                 | Altres                                                                                     |
| ------------------------------------------------------------------ | ----------------------------------- | ------------------------------------------------------------ | ------------------------------------------------------------------------------------------ |
| Per estudis de matèries relacionades                               | Indeterminada                       | En funció de si es considera d'interès per a l'administració | Només Funcionaris de carrera                                                               |
| Per assumptes propis                                               | 6 mesos dins un període de dos anys | No                                                           | Només Funcionaris de carrera supeditats a les necessitats del servei                       |
| Malaltia i/o risc per l'embaràs i risc durant la lactància materna |                                     |                                                              | Depèn del règim del funcionari                                                             |
| Funcions sindicals                                                 | nºhores al mes                      | SI                                                           |                                                                                            |
| Càrrec electe en un sindicat                                       | les pròpies del càrrec              | no                                                           | L'organització ha de tenir representació a l'administració de la Generalitat de Catalunya. |

### Permisos

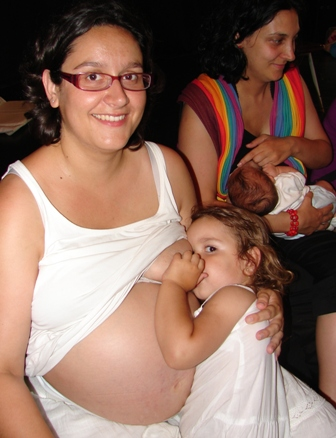
La lactància materna i la cura d'un fill són motiu de permisos i llicències per als treballadors de la funció pública espanyola i catalana.

La normativa equipara funcionaris, funcionaris interins i personal eventual. En aquest cas s'equiparen les condicions següents:
- Comú als tres tipus de personal:
  - S'han de justificar.
  - Són retribuïts.
  - No poden gaudir el mateix permís dues persones a la vegada.
  - Equiparació del vincle matrimonial i les unions estables de parella segons la regulació de la llei 10/1998 de 15 de juliol.[23]

També hi ha una equiparació pel que fa a filiacions biològiques, filiacions per adopció i acolliment.
En aquest sentit cal destacar, en l'àmbit de l'administració autonòmica, la llei 8/2006 de mesures de conciliació familiar i laboral del personal al servei de les administracions públiques catalanes que regula alguns dels aspectes relatius a permisos:
- Per traslladar-se de domicili sense canvi de residència, un dia. Si comporta trasllat a una altra localitat, fins a quatre dies.[8]
- Per a exàmens finals en centres oficials, un dia, i per a altres proves definitives d'avaluació i alliberadores en els esmentats centres, el temps indispensable per fer-les.[8]
- Per a deures inexcusables de caràcter públic o personal, durant el temps indispensable per complir-los.[8]
- Es podrà disposar de nou dies de permís l'any, com a màxim, per a assumptes personals sense justificació. La concessió d'aquests dies de permís serà subordinada a les necessitats del servei i en tots els casos caldrà garantir que la mateixa unitat orgànica on es presten els serveis assumirà sense dany per a terceres persones o per a la mateixa organització les tasques del funcionari al qual es concedeix el permís.[8] Val a dir que, en aquest cas, l'EBEP[4] parla de dies de lliure disposició sense justificació i que s'incrementen 2 dies quan s'assoleixen 6 triennis més un dia per cada trienni a partir del 8è. Aquests dies es poden acumular a les vacances i el dia es pot fraccionar, cosa que converteix en 70 hores de caràcter anual. La durada mínima és de 30 minuts i es poden usar d'any en any del 16 de gener fins al 15 de gener de l'any següent.
- El permís per raó de matrimoni o per inici de convivència, en el cas de les unions estables de parella, té una durada de quinze dies naturals consecutius. Els cònjuges o convivents en poden gaudir dins el termini d'un any a comptar de la data del casament o de l'inici de la convivència. En el cas de les unions estables de parella, el desplegament reglamentari d'aquesta llei ha d'establir mecanismes amb efectes equivalents als de permís.[24]
- Els treballadors de la funció pública de la Generalitat tenen dret a un permís d'un dia d'absència del lloc de treball per matrimoni d'un familiar fins al segon grau de consanguinitat o afinitat. Aquest permís és ampliable a dos dies si el matrimoni té lloc fora de Catalunya.[24]
- El permís per maternitat té una durada de setze setmanes ininterrompudes, que són ampliables, en els casos de part, acolliment o adopció múltiple, a dues setmanes més per cada fill o filla a partir del segon i en pot gaudir qualsevol dels dos progenitors. L'altre progenitor o progenitora, sempre que tingui la guarda legal del fill o filla, pot fer ús de tot el permís de maternitat, o de la part que en resti, en el cas de mort o malaltia incapacitant de la mare o en el cas de guarda legal exclusiva.[24]
  - En el cas de filiació biològica, el període de permís pot començar abans o immediatament després del part. Les sis primeres setmanes posteriors al part són de descans obligatori per a la mare.[24]
  - En el cas d'adopció o acolliment, el període de permís per maternitat computa a partir de la sentència judicial o resolució administrativa. Si es tracta d'una adopció internacional, el permís pot començar fins a sis setmanes abans.[24]
  - L'entrada en vigor del EBEP permet l'ampliació en dues setmanes per cada fill discapacitat.[4]
  - Quan el naixement és per part, les sis primeres setmanes després del part són de descans obligatori per part de la mare. La resta del temps pot ser simultani o successiu pare o mare. És la dona qui cedeix el dret.[24]
  - En el cas d'adopció o acolliment, ningú no té el dret preferent i és la parella qui s'ha de posar d'acord[24] En aquest cas l'EBEP estableix un permís de 2 mesos independent del permís de maternitat i fraccionable quan l'adopció sigui internacional i obligui a un viatge.[4]
  - L'EBEP estableix que mentre es gaudeix d'aquest permís es poden fer cursos de formació.[4]
- Permís per naixement, adopció o acolliment el gaudeix el progenitor o progenitora que no gaudeix del permís per maternitat i té dret a un permís de cinc dies feiners consecutius dins els deu dies següents a la data de naixement, o a l'arribada del menor o la menor adoptat o acollit a la llar familiar en el cas d'adopció o acolliment. En el cas de part, adopció o acolliment múltiple, la durada del permís s'amplia a deu dies si es tracta de dos fills i a quinze dies si en són tres o més.
- Permís de paternitat el gaudeix el progenitor o progenitora, sens perjudici del dret al permís per maternitat, que té dret a un permís de paternitat de quatre setmanes consecutives. El progenitor o progenitora pot gaudir d'aquest permís durant el període comprès des del finiment del permís per naixement del fill o filla, des de la resolució judicial per la qual es constitueix l'adopció o a partir de la decisió administrativa o judicial d'acolliment, i fins que fineixi el permís per maternitat, o també immediatament després del finiment d'aquest permís. El progenitor o progenitora d'una família monoparental, si té la guarda legal exclusiva del fill o filla, també pot gaudir del permís de paternitat a continuació del de maternitat[24][25]
- Permís per lactància, el permís per lactància és d'una hora diària d'absència del lloc de treball, la qual es pot dividir en dues fraccions de trenta minuts. En els casos de part, adopció o acolliment múltiple, el permís és de dues hores diàries, les quals es poden dividir en dues fraccions d'una hora. El període del permís s'inicia un cop finit el permís per maternitat i té una durada màxima de vint setmanes. A petició de l'interessat o interessada, les hores del permís de lactància es poden compactar per a gaudir-ne en jornades senceres de treball, consecutives o repartides per setmanes, sense alterar el moment d'inici del període de permís i tenint en compte les necessitats del servei.[24]
- Permís per a atendre fills prematurs, en el cas de naixement d'un fill o filla prematur o que hagi d'ésser hospitalitzat a continuació del part, s'atorga un permís equivalent al temps d'hospitalització fins a un màxim de dotze setmanes. Aquest permís s'inicia a partir del finiment del permís per maternitat o de la setzena setmana posterior al part, l'adopció o l'acolliment[24] Val a dir que en l'actualitat, l'EBEP atorga 13 setmanes, per la qual cosa s'aplica la normativa estatal.[4]
- Permís per mort, accident, hospitalització o malaltia greu d'un familiar fins al segon grau té una durada de dos dies laborables. Aquest permís és ampliable a quatre dies si el fet es produeix en un municipi diferent del municipi del lloc de treball. Excepcionalment, i per motius degudament justificats, es pot ampliar el permís fins a sis dies feiners.[24]
- Permís sense retribució per a atendre un familiar es poden concedir permisos sense retribució per a atendre un familiar fins al segon grau de consanguinitat o afinitat per un període mínim de deu dies i màxim de tres mesos, prorrogable, excepcionalment, fins a tres mesos més. Aquest permís és incompatible amb l'autorització de compatibilitat, que resta suspesa d'ofici fins al finiment del permís.
- Permisos per situacions de violència de gènere, les dones víctimes de situacions de violència de gènere[26] que per ser víctimes de la violència masclista s'hagin d'absentar del lloc de treball tenen dret que aquestes faltes d'assistència es considerin justificades d'acord amb el que determinin els serveis socials, policials o de salut corresponents. Així mateix, tenen dret a les hores de flexibilitat horària que, d'acord amb cada situació concreta, siguin necessàries per a llur protecció o assistència social.
- Flexibilitat horària recuperable es permet recuperar aquelles hores de visites o proves mèdiques d'ascedents i descendents de familiars i de reunions amb docents responsables dels fills. El mínim és 1 hora i el màxim 7 hores a recuperar dins la mateixa setmana i sota les necessitats del servei.

### Reduccions de jornada
L'EBEP no regula aquesta normativa, per la qual cosa queda sempre en mans autonòmiques. En l'àmbit català queda regulat en el capítol IV de la llei 8/2006, amb els punts següents:
- Cura d'un fill: 1/3 de jornada sense minva retributiva amb una durada màxima d'un any, que comença en finalitzar la maternitat. És imporrogable i no ampliable, però es pot compactar. Sempre queda subjecta a necessitats del servei.
- Discapacitats reconegudes legalment: Quan el funcionari ha de rebre tractament mèdic, sigui en un centre públic o privat, pot gaudir d'una reducció equivalent a la durada del tractament. No hi ha minva retributiva, però és necessari un informe mèdic que dicti: l'existència de la necessitat del tractament, la periodicitat, la durada aproximada i la justificació que el mateix es fa dins la jornada laboral.[24]
- Reducció de jornada d'un terç o de la meitat amb dret al 80% o al 60% de les retribucions: Es pot reduir un terç de jornada amb una reducció d'una 1/5 part el sou o 1/2 jornades amb una reducció de 2/5 parts del sou quan:[24]
  - Es tingui cura de fills menors de 6 anys
  - Cura de persona discapacitada sense activitat retribuïda.
  - Tenir a càrrec un familiar fins a 2n grau que tingui una incapacitat o una disminució superior del 65% reconeguda formalment.
  - Tenir a càrrec un familiar fins a 2n grau que tingui un grau de dependència que li impedeix ser autònom.
  - Tenir a càrrec un familiar fins a 2n grau que requereixi una atenció especial.
  - Les dones víctimes de la violència de gènere,[26] per a fer efectiva llur protecció o llur dret a l'assistència social íntegra.
- Reducció de jornada i reducció proporcional de retribucions, per interès particular subordinat a les necessitats del servei, amb una permanència d'un any.

### Retribucions
En principi les retribucions són legislades per la legislació estatal, via l'EBEP mitjançant els seus articles del 21 al 30, tot i no estar en vigor. Tot i això, el reial decret llei 8/2010 sí que específica les quantitats de les retribucions que han de tenir tots els membres de la funció pública espanyola, mentre que la regulació queda en mans autonòmiques fins a l'entrada en vigor de l'EBEP, i en el cas de Catalunya pel decret legislatiu 1/1997.
Concretament, les retribucions es regulen en:
- Retribucions bàsiques
  - Sou: Varia en funció del grup o subgrup.
  - Triennis: En funció del grup o subgrup, i es dona per 3 anys de servei a l'administració. Els funcionaris interins també els perceben.
  - Pagues extraordinàries: Dues pagues a l'any, els mesos de juny i desembre corresponents a un mes de sou, més els triennis, més el complement de destinació, més els complements específics, tot i que la llei determina que l'import mínim de cadascuna serà el d'una mensualitat del sou més l'import dels triennis.

- Retribucions complementàries: Es donen amb la intenció de retribuir les característiques del lloc de treball, la carrera professional, el rendiment, etc. N'hi ha de 4 tipus:
  - Progressió del funcionari dins la carrera administrativa.
  - Retribuir l'especial dificultat tècnica, la responsabilitat, la incompatibilitat, etc.
  - Grau d'interès, la iniciativa, etc.
  - Serveis extraordinaris fora de la jornada de treball.

Els tipus de retribucions complementàries són:
- - Complement de destinació: En funció del nivell del funcionari, es té un complement o altre de destinació, de manera que tots els llocs de treball d'un mateix nivell tenen el mateix complement de destinació. Aquest figura a la RLT.
  - Complement específic: Retribueix les especials o particulars condicions d'un lloc de treball. Hi ha un únic complement específic, però les quanties poden ser diferents.
  - Complement de productivitat: Retribuir el rendiment especial, l'activitat o dedicació extraordinària, l'interès o la iniciativa.
  - Complement de gratificacions per serveis especials: Són excepcionals, no poden ser fixos en la seva quantia ni periòdics en la seva acreditació. Solen retribuir serveis extraordinaris fora de la jornada laboral.

- Indemnitzacions per raó de servei: Com, per exemple, les dietes.

## Situacions administratives

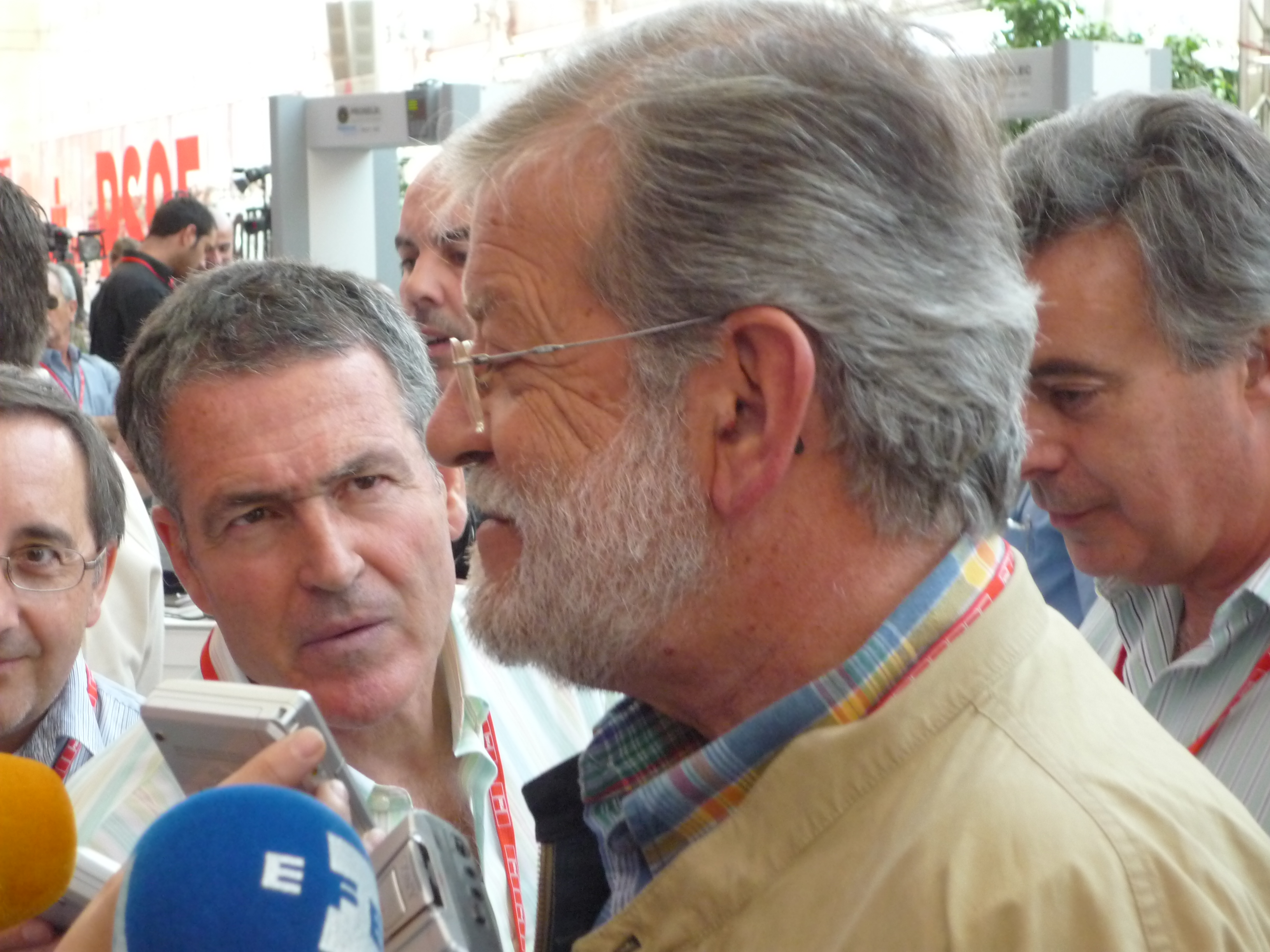
Juan Carlos Rodríguez Ibarra es trobava en situació administrativa de serveis especials quan era president de la Junta d'Extremadura amb relació a la seva plaça a la docència universitària

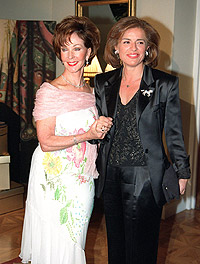
Com a regidora del PP a Madrid, Ana Botella es troba en situació de serveis especials respecte de la seva plaça a la hisenda espanyola

En el cas de les situacions administratives, no hi ha cap mena d'incompatibilitat entre l'EBEP i el decret legislatiu 1/97 per la qual cosa podem dir que aquest últim és vigent a Catalunya, tot i que la llei 8/2006 ha derogat alguns dels seus articles.

### Servei actiu
En servei actiu es troba el funcionari que ocupa una plaça dotada pressupostàriament i desenvolupa un lloc de treball que comporta la reserva del lloc de treball. El supòsit de disponibilitat es donarà quan un funcionari cessi en un lloc de treball i encara no hagi obtingut la destinació en un altre lloc.

### Excedència
- Excedència voluntària:[8] L'excedència voluntària significa el cessament temporal de la relació de treball, sense dret a percebre cap mena de retribucions. Pot ser dels següents tipus:
  - Per interès particular:[8] Es concedeix a petició del funcionari, que ho ha de fer de forma expressa. Per a poder-la sol·licitar s'ha de tenir un mínim de 5 anys de serveis prestats i ha de mantenir l'excedència un mínim de 2 anys. Procedirà així mateix declarar en excedència voluntària els funcionaris públics quan, finalitzada la causa que va determinar el passi a una situació diferent de la de servei actiu, incompleixin l'obligació de sol·licitar el reingrés en el termini establert reglamentàriament
  - Excedència per incompatibilitats:[8] Es concedeix si els funcionaris públics es troben en situació de servei actiu en un altre cos o una altra escala de qualsevol de les administracions públiques o passen a prestar serveis en organismes o entitats del sector públic, sempre que no els correspongui de quedar en una altra situació, i llevat que hagin obtingut l'autorització pertinent de compatibilitat, d'acord amb la legislació d'incompatibilitats.[16] L'òrgan competent pot concedir automàticament i d'ofici aquest tipus d'excedència.
  - Situació d'excedència voluntària per agrupació familiar:[8] El cónjuge o convivent resideix en un altre municipi perquè hi ha trobat un lloc de feina estable. Té una durada mínima de dos anys i màxima de 15.
  - Incentivada:[8] Hi ha un incentiu econòmic per estar en aquesta situació administrativa, té una durada de 5 anys, en la qual no es pot treballar dins del sector públic.

Aquestes quatre situacions no computen per a triennis, ni per a grau personal ni per a drets de la seguretat social, i estan reservades exclusivament a funcionaris de carrera.
- Les següents situacions d'excedència voluntària venen regulades per la llei 8/2006[24]
  - Cura d'un fill: En qualsevol moment es pot sol·licitar a partir del naixement o sentència d'adopció o resolució d'acolliment. La durada màxima és de 3 anys a comptar des de la data de naixement, la de la sentència d'adopció o la de la resolució d'acolliment.
  - Cura d'un familiar fins a 2n grau: Es pot sol·licitar quan el familiar no es pot valdre per si mateix, no té activitat retribuïda, com a mínim ha de ser de 3 mesos i com a màxim de 3 anys.
  - Violència de gènere: Víctimes de violència de gènere que ho demanin, pel temps que ho demanin.

Val a dir que aquestes tres situacions, les poden gaudir els funcionaris interins, computen per triennis, per la seguretat social i pel grau, i que hi ha reserva de lloc de treball. En el cas de la violència de gènere és tan sols per sis mesos, passats els quals s'avalua la situació i s'amplia de 3 en 3 mesos, fins a un màxim de 18 mesos.

### Serveis en altres administracions
Els funcionaris en actiu, propis o integrats en cossos, escales, o places singulars de l'Administració, que mitjançant els sistemes de provisió de llocs o per transferència de serveis passen a ocupar amb caràcter permanent llocs de treball adients als propis del seu cos o escala en altres administracions queden en la situació de serveis en altres administracions públiques. En aquesta situació, els funcionaris conserven la condició de funcionaris, però sense reserva de plaça i destinació, i se'ls aplica el règim estatutari vigent en l'administració pública en què prestin els serveis.

### Serveis especials
El funcionari actiu que passi a tenir un dels càrrecs següents es trobarà en situació de serveis especials:
- Quan adquireixin la condició de funcionaris al servei d'organitzacions internacionals o supranacionals (Com la Unió Europea).
- Quan siguin autoritzats per la Generalitat a prestar serveis o col·laborar amb organitzacions no governamentals (ONG) que desenvolupin programes de cooperació, o a complir missions per períodes superiors a sis mesos en organismes internacionals, governs o entitats públiques estrangeres o en programes de cooperació nacionals o internacionals.
- Quan siguin nomenats per ocupar càrrecs polítics al Govern de l'Estat o en altres comunitats autònomes.
- Quan siguin designats per les Corts Generals per formar part dels òrgans constitucionals o d'altres òrgans l'elecció dels quals correspon a les cambres.
- Quan accedeixin a la condició de diputats o senadors de les Corts Generals o de membres d'un Parlament autonòmic, llevat del cas que, respectant les normes d'incompatibilitat,[16] desitgin continuar en actiu.
- Quan ocupin càrrecs electius retribuïts i de dedicació exclusiva en les corporacions locals o quan prestin serveis en els gabinets de la Presidència del Govern de l'Estat, dels ministres i dels secretaris d'Estat o en llocs classificats com a personal eventual en la relació de llocs de treball d'una administració autonòmica i de les entitats locals i no optin, en el cas de passar a ocupar llocs d'eventual, per continuar en actiu.
- Quan siguin nomenats per a qualsevol càrrec de caràcter polític que sigui incompatible[16] amb l'exercici de la funció pública.
- Quan compleixin el servei militar o una prestació substitutiva equivalent.
- Quan siguin adscrits als serveis del Tribunal Constitucional o del Defensor del Poble.
- En el cas de Catalunya, quan adquireixin la condició de personal al servei del Parlament de Catalunya i del Síndic de Greuges.
- Quan siguin elegits membres del Parlament Europeu.

En aquest cas, computa per triennis, grau i seguretat social i hi ha reserva de lloc de treball. Cobren dels seus serveis, cobren dels triennis que van consolidant per part de l'administració d'origen i tenen l'obligació, en l'àmbit català, de reingressar al cap d'un mes d'haver cessat en les altres administracions.

### Suspensió d'ocupació
Es pot donar una suspensió de caràcter provisional, o una de caràcter definitiu i vitalaci aplicable a la resta d'administracions públiques i que suposa la pèrdua de tots els drets. Quan la suspensió és superior a 6 mesos, suposa la pèrdua del lloc de treball. Aquesta sanció pot ser deguda a un procediment administratiu disciplinari o a un procediment judicial.

### Excedència forçosa
- Per reducció de llocs de treball, per tant hi ha una manca de llocs de treball i el funcionari no pot estar en servei actiu.
- Per compliment d'una sanció, superada la sanció, quan aquesta és de més de 6 mesos i, per tant, suposa pèrdua del lloc de treball, el funcionari demana el re-ingrés i no el poden reingressar.

L'excedència forçosa presenta els següients drets per al treballador públic:
- Es cobren les retribucions bàsiques:
- Es computa per triennis, grau i drets derivats de la Seguretat social

I comporta una sèrie d'obligacions:
- Participar en concursos que siguin adients al seu cos i escala.
- Fer un curs de capacitació.
- Acceptar la destinació de característiques similars.
- en el cas de no complir-les entraria en excedència voluntària per interès particular.

### Expectativa de destinació
Aquesta situació és la 3a fase del sistema de provisió de reasignació d'efectius. També suposa uns drets i uns deures per als treballadors públics que s'hi troben:
- Dret a rebre les retribucions bàsiques.
- Dret al 50% del complement específic (relatiu al lloc suprimit).
- Obligació de concursar.
- Obligació de realitzar un curs de capacitació.
- Obligació d'acceptar la destinació.

El període màxim de durada de la situació d'expectativa de destinació és d'un any, transcorregut el qual es passa a la situació d'excedència forçosa.

## Règim D'Incompatibilitats
Sobre les incompatibilitats dels treballadors del sector públic, l'EBEP no en fa menció i sí que en fa la Constitució Espanyola en el seu article 103.3 i la llei 53/1984. En l'ordenament jurídic de Catalunya, la llei 21/1987 regula les incompatibilitats dels funcionaris de la Generalitat de Catalunya. Cal mencionar que per demanar la compatibilitat s'ha de demanar de forma expressa a l'administració, obrir un procediment administratiu que en cas de silenci administratiu és negatiu.
El principi general d'aquesta llei dicta que les persones dins de l'àmbit d'aplicació de les administracions públiques s'han de dedicar a un sol lloc de treball.

### Activitats Compatibles
- Activitats Compatibles
  - Les derivades de l'administració del patrimoni personal o familiar, llevat del que determina l'article 11.
  - La participació en seminaris, en cursos o en conferències tinguts en centres oficials destinats a la formació de funcionaris, si no tenen un caràcter permanent o habitual i no superen les setanta-cinc hores anuals.
  - La participació en tribunals o en òrgans de selecció per a l'ingrés en les administracions públiques.
  - La participació en exàmens, en proves o en avaluacions efectuades pel personal docent, si són diferents de les que li corresponen habitualment, en la manera que hom determinarà per reglament.
  - L'exercici del càrrec de president, vocal o membre de les juntes rectores de mutualitats o patronats de funcionaris, sempre que aquell no sigui retribuït.
  - La producció i la creació literàries, artístiques, científiques i tècniques, i també la col·laboració en les publicacions derivades d'aquelles, sempre que no s'originin com a conseqüència d'una relació de treball o de prestació de serveis.
  - La participació ocasional en col·loquis i en programes de qualsevol mitjà de comunicació social, i també la col·laboració i l'assistència ocasional a congressos, seminaris, conferències o cursos de caràcter professional, sempre que no s'originin com a conseqüència d'una relació de treball o de prestació de serveis.
  - La realització de treballs de caràcter científic, tècnic o artístic, i també el desenvolupament de cursos d'especialització a què es refereix l'article 11 de la Llei Orgànica 11/1983, de Reforma Universitària.[28]

Segons l'article 3 de la 53/1984, El personal inclòs en l'àmbit d'aquesta llei pot compatibilitzar les seves activitats amb l'exercici dels càrrecs electius
següents:
- Membre del Parlament de Catalunya.
- Membre de les corporacions locals, llevat que hi ocupi càrrecs retribuïts periòdicament i que tingui dedicació exclusiva.

En tots els casos, poden percebre només la retribució corresponent a una de les activitats sens perjudici de les dietes, indemnitzacions o assistències que corresponguin a l'altra activitat. La vulneració d'aquestes suposaria una falta lleu.

### Activitats subjectes a autorització de compatibilitats

#### Sector públic
- Ocupar un lloc de treball com a professor universitari associat en règim de dedicació a temps parcial i amb una durada determinada.
- Els catedràtics i els professors titulars d'universitats i dels catedràtics d'escoles universitàries per a ocupar un segon lloc de treball en el sector públic sanitari o de caràcter exclusivament d'investigació, en centres públics de recerca, dins l'àrea d'especialitat de llur departament universitari, i sempre que els dos llocs estiguin autoritzats com de prestació a temps parcial. En general, es considera que aquest interès públic es dona si es tracta d'un segon lloc de treball directament relacionat

amb les tasques docents que són objecte del lloc de treball principal. Es pressuposa també l'interès públic si la
funció docent objecte de la segona activitat està directament relacionada amb la funció o l'activitat que es considera
principal.
- Als funcionaris públics, poden compatibilitzar un dels llocs docents universitaris següents:
- Els professors titulars d'escoles universitàries d'infermeria poden ésser autoritzats a compatibilitzar un segon lloc de treball en el sector públic sanitari
- En principi es considera també d'interès públic la realització habitual de funcions docents per a la formació, la selecció o el perfeccionament del personal en centres de formació de funcionaris.
- Es considera també que hi ha interès públic per a exercir un segon càrrec o activitat si ho determina així el govern.

Les remuneracions totals que hom pot percebre a conseqüència de les autoritzacions atorgades no poden superar en cap cas les remuneracions màximes establertes en els Pressupostos Generals de l'Estat per al càrrec de director general o la que, si s'escau, determini a aquest efecte el Pressupost de la Generalitat. Tampoc no pot superar la retribució que li correspon per l'activitat principal, estimada en règim de jornada ordinària, incrementada
d'acord amb els percentatges següents:
- Un 30%, els funcionaris del Grup A o personal del nivell equivalent.
- Un 35%, els funcionaris del Grup B o personal del nivell equivalent.
- Un 40%, els funcionaris del Grup C o personal del nivell equivalent.
- Un 45%, els funcionaris del Grup D o personal del nivell equivalent.
- Un 50%, els funcionaris del Grup E o personal del nivell equivalent.

La superació d'aquests límits retributius, en còmput anual, requerirà un acord exprés del Consell Executiu o del Ple de les corporacions locals, i solament es pot concedir sobre la base de raons d'especial interès per al servei. En l'àmbit d'aquesta Llei, s'entén per remuneració qualsevol dret de contingut econòmic derivat directament o indirectament d'una prestació o d'un servei personal, tant si la quantia és fixa o variable, com si s'acredita periòdicament o ocasionalment.

#### Sector privat
L'Administració pot reconèixer la compatibilitat per al desenvolupament d'activitats privades en els casos següents:
- Si s'ocupa un sol lloc de treball en el sector públic en règim de jornada ordinària i no se supera el límit establert
- Si el càrrec ocupat en el sector públic requereix la presència efectiva de l'interessat en l'administració pública corresponent durant un horari igual o superior a la meitat de la jornada ordinària, només quan aquest càrrec té la consideració de prestació a temps parcial.
- Si hom té autoritzada la compatibilitat d'un segon lloc o activitat públics i no superessin entre tots dos la jornada màxima de l'Administració.

### Activitats Prohibides
- El desenvolupament d'activitats privades, per si o mitjançant substitució, incloses les de caràcter professional, siguin per compte propi o sota la dependència o al servei d'entitats o de particulars, que es relacionin directament amb les que desenvolupa el departament, l'organisme, l'entitat o l'empresa pública en què presta serveis. S'exceptuen d'aquesta prohibició les activitats particulars que s'exerceixen en virtut d'un dret legalment reconegut i que realitzen per a si els directament interessats.
- No poden ésser objecte de compatibilitat les activitats professionals que s'han de prestar a persones a què el membre del funcionariat està obligat a atendre en el desenvolupament del càrrec públic.
- La pertinença a consells d'administració o a òrgans rectors d'empreses o entitats privades, si l'activitat d'aquestes està directament relacionada amb les que desenvolupi el departament, l'organisme, l'entitat o l'empresa pública en què presta serveis el personal afectat i sens perjudici del que estableix l'article 7 de la llei 21/1987.
- El desenvolupament d'activitats privades, incloses les de caràcter professional, ja sigui per compte propi o sota la dependència o al servei d'entitats o de particulars, en els assumptes en què intervingui o hagi intervingut en els dos darrers anys o en els que hagi d'intervenir per raó del lloc públic.
- El desenvolupament, per si o per persones interposades, de càrrecs de tot ordre en empreses o en societats concessionàries, contractistes d'obres, serveis o subministraments, arrendatàries o administradores de monopolis o amb participació o aval del sector públic, sigui quina sigui la configuració jurídica d'aquestes.
- La participació superior al 10% del capital de les empreses o societats a què es refereix l'apartat anterior.

La vulneració suposa una falta molt greu.

## Règim disciplinari
En el cas dels membres de la funció pública, la sanció imposada pot venir per tres vies diferents:
- Responsabilitat disciplinària
- Responsabilitat penal
- Responsabilitat patrimonial, que és coneguda com a acció de regrés. En aquest cas és l'administració qui un cop resolta la responsabilitat patrimonial que té amb un ciutadà que ha patit un dany, reclama al membre del funcionariat aquesta responsabilitat sempre que es pugui demostrar dol, culpa o negligència greu.[4][8][29]

### Principis de la potestat disciplinària
Els principis en els quals es basa la potestat disciplinària són:
- Legalitat i tipicitat.
- Irretroactivitat de les disposicions sancionadores no favorables i retroactivitat de les disposicions favorables.
- Proporcionalitat.
- Culpabilitat.
- Presumpció d'innocència.

### Faltes
Es classifiquen en 3 blocs:
- Molt greus: Tipificades a l'EBEP en el seu article 95
  - L'incompliment del deure de respecte a la Constitució i als estatuts d'autonomia respectius de les comunitats autònomes i ciutats de Ceuta i Melilla, en l'exercici de la funció pública.
  - Tota actuació que suposi discriminació per raó d'origen racial o ètnic, religió o conviccions, discapacitat, edat o orientació sexual, llengua, opinió, lloc de naixement o veïnatge, sexe o qualsevol altra condició o circumstància personal o social, així com la persecució per raó d'origen racial o ètnic, religió o conviccions, discapacitat, edat o orientació sexual i la persecució moral, sexual i per raó de sexe.
  - L'abandonament del servei, així com no fer-se càrrec voluntàriament de les tasques o funcions que tenen encomanades.
  - L'adopció d'acords manifestament il·legals que causin un perjudici greu a l'Administració o als ciutadans.
  - La publicació o utilització indeguda de la documentació o informació a què tinguin o hagin tingut accés per raó del seu càrrec o funció.
  - La negligència en la custòdia de secrets oficials, declarats així per llei o classificats com a tals, que sigui causa de la seva publicació o que en provoqui la difusió o coneixement indegut.
  - L'incompliment notori de les funcions essencials inherents al lloc de treball o funcions encomanades.
  - La violació de la imparcialitat, utilitzant les facultats atribuïdes per influir en processos electorals de qualsevol naturalesa i àmbit.
  - La desobediència oberta a les ordres o instruccions d'un superior, llevat que constitueixin infracció manifesta de l'ordenament jurídic.
  - La prevalença de la condició d'empleat públic per obtenir un benefici indegut per a si mateix o per a un altre.
  - L'obstaculització a l'exercici de les llibertats públiques i drets sindicals.
  - La realització d'actes encaminats a coartar el lliure exercici del dret de vaga.
  - L'incompliment de l'obligació d'atendre els serveis essencials en cas de vaga.
  - L'incompliment de les normes sobre incompatibilitats quan això doni lloc a una situació d'incompatibilitat.
  - La incompareixença injustificada en les comissions d'investigació de les Corts Generals i de les assemblees legislatives de les comunitats autònomes.
  - La persecució laboral.
  - També són faltes molt greus les que quedin tipificades com a tals en una llei de les Corts Generals o de l'assemblea legislativa de la comunitat autònoma corresponent o pels convenis col·lectius en el cas del personal laboral.

Les faltes greus i lleus, queden en aquest cas en mans de la normativa autonòmica.

### Sancions
Les possibles sancions a aplicar serien:
- Separació del servei: Sols aplicable a faltes molt greus, i s'aplica tant a funcionaris com interins, tenint caràcter vitalici.
- Acomodament disciplinari per a laborals.
- Suspensió de funcions: Fins a un màxim de 6 anys.
- Suspensió d'ocupació (personal laboral) i sou.
- Trasllat forçós amb canvi de localitat o sense.
- Demèrit: La finalitat és penalitzar la carrera administrativa.
- Amonestació.
- Altres establertes per la llei

#### Sancions en funció del decret 1/97 de31 d'octubre
La següent taula especifica com la llei 1/97 s'adequa a l'entrada en vigor de l'EBEP, amb relació a les faltes molt greus:
| Faltes    | Legislació                         | Sancions                                           | Conseqüències                                                 |
| --------- | ---------------------------------- | -------------------------------------------------- | ------------------------------------------------------------- |
| Molt Greu | Art 95.2 (EBEP) i art 115 del 1/97 | Separació del servei                               | Pèrdua de la condició de funcionari de caràcter vitalici.     |
| Molt Greu | Art 95.2(EBEP) i art 115 del 1/97  | Suspensió de funcións                              | Des 1 any i un dia fins a 6 anys i pèrdua de lloc de treball. |
| Molt Greu | Art 95.2(EBEP) i art 115 del 1/97  | Trasllat de lloc de treball amb canvi de localitat | No es pot concursar en 2 anys.                                |
| Molt Greu | Art 95.2(EBEP) i art 115 del 1/97  | Destitució del càrrec de comandament               | 3 anys sense poder ser comandament.                           |
| Molt Greu | Art 95.2(EBEP) i art 115 del 1/97  | Revocació del nomenament d'interí                  | 3 anys sense un nou nomenament∗                               |

La següent taula especifica com la llei 1/97 s'adequa a l'entrada en vigor de l'EBEP, amb relació a les faltes greus:
| Faltes | Legislació       | Sancions                                             | Conseqüències                                                                                |
| ------ | ---------------- | ---------------------------------------------------- | -------------------------------------------------------------------------------------------- |
| Greu   | Art 116 del 1/97 | Suspensió de funcións                                | Més de 15 dies fins a 1 any i pèrdua de lloc de treball quan la sanció és de més de 6 mesos. |
| Greu   | Art 116 del 1/97 | Trasllat de lloc de treball sense canvi de localitat | No es pot concursar en 2 anys.                                                               |
| Greu   | Art 116 del 1/97 | Destitució del càrrec de comandament                 | 2 anys sense poder ser comandament.                                                          |
| Greu   | Art 116 del 1/97 | Demèrit                                              | Pèrdua d'1 o 2 graus                                                                         |
| Greu   | Art 116 del 1/97 | Revocació del nomenament d'interí                    | 2 anys sense un nou nomenament∗                                                              |

Pel que fa a les lleus, no hi ha cap contradicció amb l'EBEP, pel que una sanció lleu segons l'article 117 del decret legislatiu 1/1997 es pot sancionar amb una suspensió de funcions fins a 15 dies o una amonestació.

### Sancions prohibides
Queden prohibides les següents sancions:
- Multa d'havers o qualsevol tipus de Sanció pecuniària.
- Limitació del perióde de descans

### Extinció de la responsabilitat
La responsabilitat queda extinta quan:
- Es compleix la sanció.
- Hi ha una amnistia o un indult que atorga el govern.

### Prescripció de faltes i sancions
El quadre següent explica com queda prescripta una falta o una sanció. Els temps a partir del moment en què es comet la infracció o que és ferma en via administrativa:
| Tipus de falta | Falta   | Sanció |
| -------------- | ------- | ------ |
| Molt Greu      | 3 anys  | 3 anys |
| Greu           | 2 anys  | 2 anys |
| Lleu           | 6 mesos | 1 any  |

Pel que fa al procediment administratiu que s'obre en funció d'una sanció, l'EBEP preveu que en el cas de faltes greus o molt greus hi hagi un procediment ordinari, que resulti més garantista pel treballador públic mentre que per les faltes lleus hi ha un procediment sumari. En l'àmbit català, és el secretari general el que inicia d'ofici el procediment, mentre que la llei no preveu un inici a instància de part, ja que no és concebible que un treballador públic que ha comès una irregularitat iniciï el tràmit per si mateix.

### Mesures Provisionals

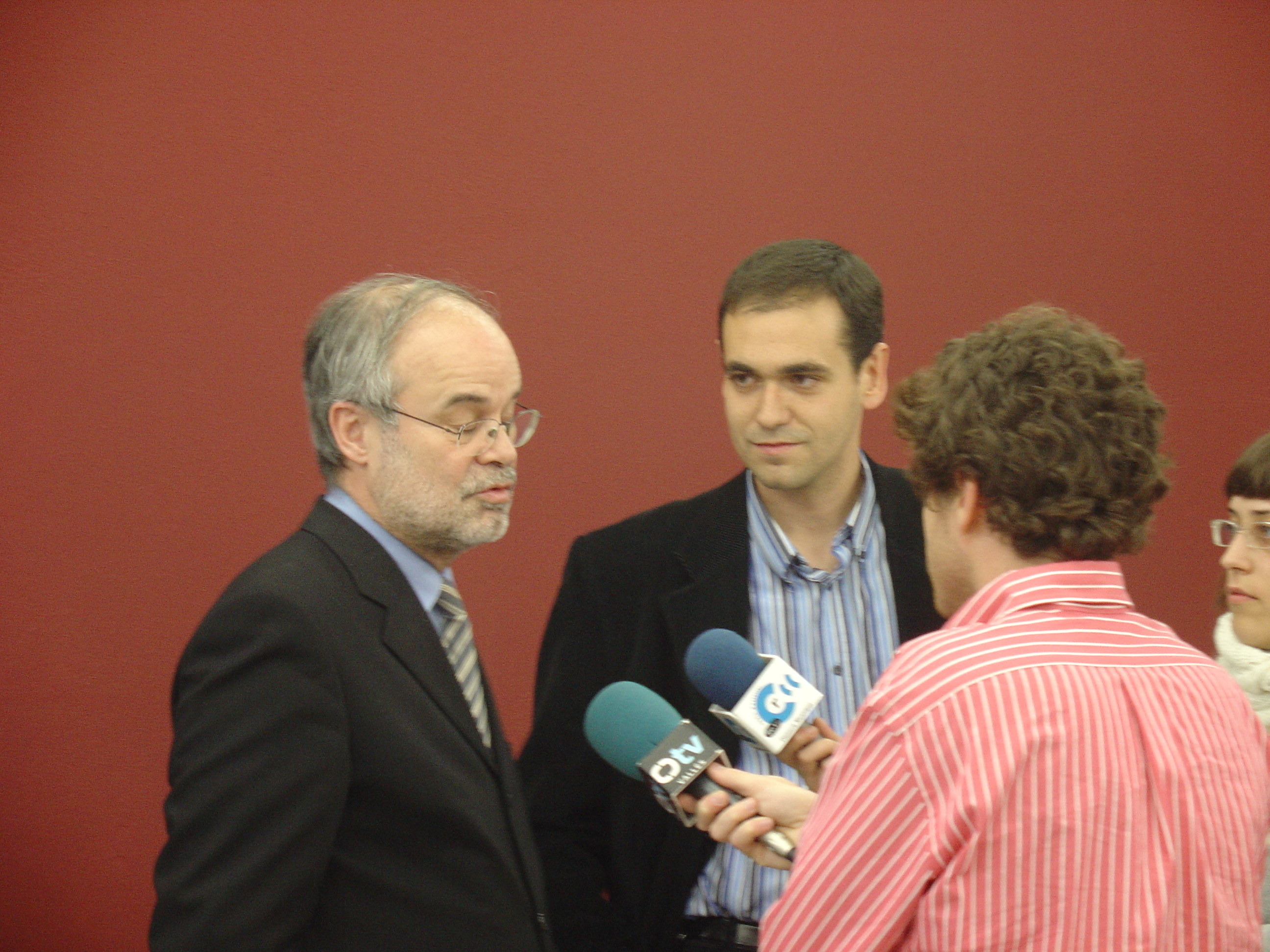
Durant la seva etapa al Departament d'Economia i Finances (2003-2010) de la Generalitat de Catalunya el conseller Antoni Castells resolia les faltes molt greus que es poguessin donar al seu departament.

Les mesures provisionals les estableix l'òrgan competent, per exemple en el cas de la Generalitat de Catalunya seria el secretari general. És necessari que sigui per resolució motivada i es poden adoptar amb el mateix acord d'incoació d'un expedient o al llarg de la tramitació d'aquest. Quines poden ser aquestes mesures:
- Trasllat del funcionari.
- Denegació de la sol·licitud d'excedència voluntària per interès particular.
- No acceptació de la renúncia.

Igualment, es pot dictaminar una suspensió provisional de funcions per a les faltes greus (màxim 3 mesos) i molt greus (3 mesos prorrogables 3 mesos més). En aquest cas per evitar la violació de la presumpció d'innocència el treballador públic té dret a cobrar les retribucions bàsiques i en el cas de produir-se una sanció aquests diners seran després retinguts del salari mensual de forma progressiva.

### Resolució
La terminació ha de ser com a màxim de 6 mesos, i en el cas de les faltes molt greus les ha de resoldre el titular del departament (ministre o conseller) mentre que les greus i les lleus les resoldrien altres òrgans com seria, en l'àmbit de la Generalitat de Catalunya, el secretari general per les greus o el secretari general o director general per les lleus. La resolució esgota la via administrativa i contra ella sols es pot interposar recurs de reposició o anar a la jurisdicció contenciosa-administrativa. En cas de silenci administratiu es considera la falta com a caducada.